# Platanthera iinumae
Platanthera iinumae är en orkidéart som beskrevs av Tomitaro Makino. Platanthera iinumae ingår i släktet nattvioler, och familjen orkidéer. Inga underarter finns listade i Catalogue of Life.